# Long'an
Long'an (chino simplificado: 隆安; pinyin: Lóng'ān ; Zhuang:  Lungznganh ) es un condado bajo la administración de la ciudad-prefectura de Nanning , en la región autónoma Zhuang de Guangxi, República Popular China.
Se encuentra a una altitud de 80-150m sobre el nivel del mar.

## Demografía
Según estimación 2009 contaba con 395323 habitantes. 96.34% pertenece al grupo étnico de los Zhuang.